# 喜多六平太 (16世)
十六世 喜多 六平太（じゅうろくせ きた ろっぺいた、1924年（大正13年）12月6日 - 2016年（平成28年）2月21日）は、シテ方喜多流能楽師。喜多流十六世宗家。前名、長世。
喜多実の長男。祖父喜多六平太 (14世)、父に師事。弟の喜多節世も喜多流能楽師。
晩年には舞台での出番を失ったが、昭和期の名人である観世寿夫の世代を代表するシテ方の一人として活躍した。2020年には遺作として能楽作品集が出版されている。